# Triniochloa talpensis
Triniochloa talpensis là một loài thực vật có hoa trong họ Hòa thảo. Loài này được Gonz.-Led. & Gómez-Sánchez miêu tả khoa học đầu tiên năm 1995.